# Museum Bückeburg

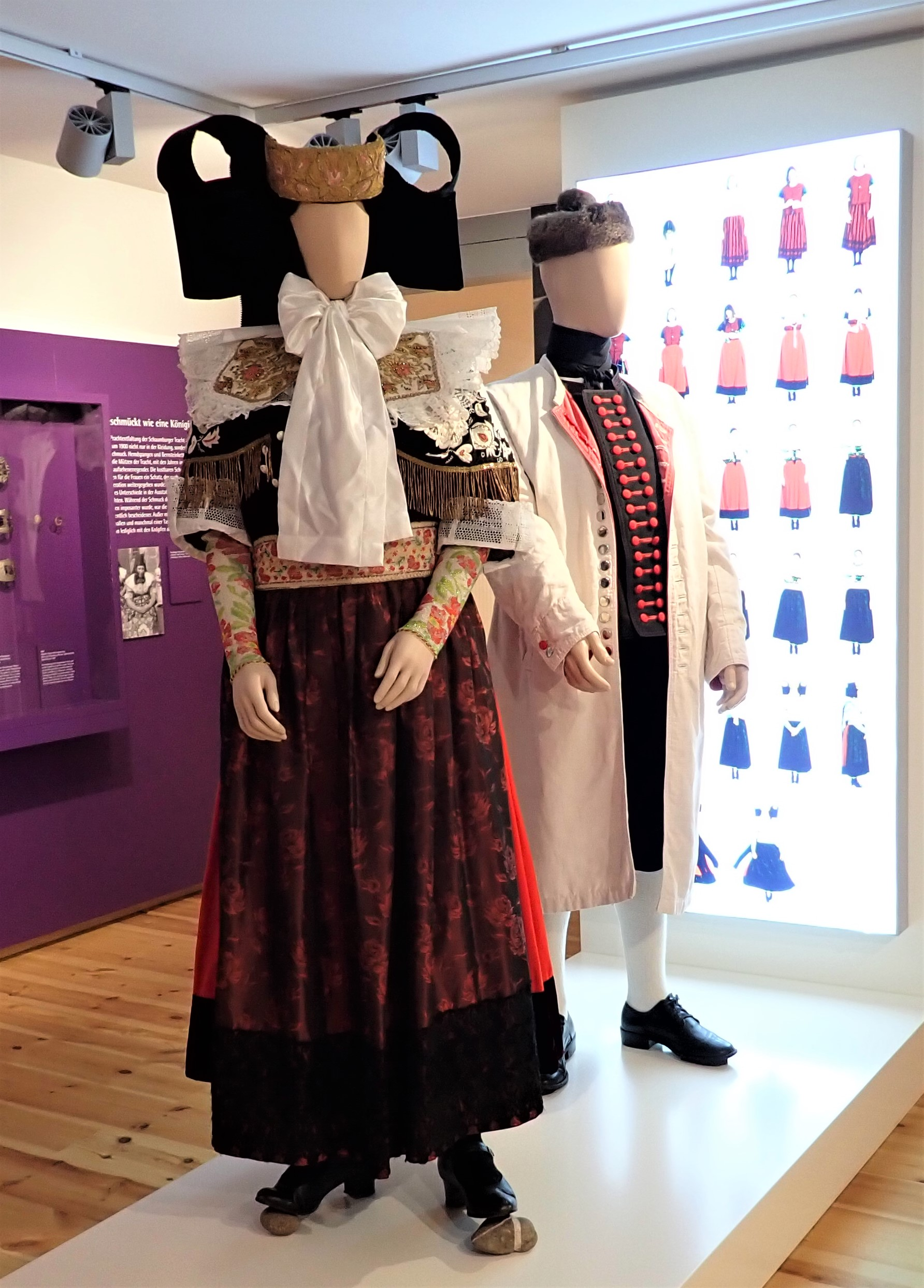
Bückeburger Trachten

Das Museum Bückeburg für Stadtgeschichte und Schaumburg-Lippische Landesgeschichte ist ein Museum in der Stadt Bückeburg in Niedersachsen.

## Gebäude
Das Museum ist in einem  ca. 1563/64 errichteten Gebäude untergebracht, das Schaumburger Hof genannt wird. 1607 wurde durch den damaligen Kanzler der Grafschaft Holstein-Schaumburg, Eberhard von Weyhe, ein größerer Umbau veranlasst, der das Gebäude bis heute prägt. Durch die Stadterweiterung im 17. Jahrhundert kam der Hof aus seiner Randlage in eine zentrale Lage der Stadt. Zu dem Gebäude gehörte ehemals auch eine große Hofanlage mit Nebengebäuden.
Im Mittelteil des Gebäudes steht ein repräsentativer Kamin mit spätgotischen Sandsteinwangen.

## Geschichte des Museums und Sammlungen
Das Museum Bückeburg ist eines der ältesten Museen des mittleren Weserraums. Der Ursprung seiner Sammlung stammt von dem 1890 gegründeten Verein für schaumburg-lippische Geschichte. Gezeigt werden Fossilien, vorgeschichtliche Artefakte, Exponate zur Geschichte der Stadt Bückeburg und zur Geschichte des Fürstentums Schaumburg-Lippe, darunter auch Waffen und Uniformen. Einen Schwerpunkt bildet die Sammlung Schaumburger Trachten.